# Odontophorus leucolaemus
La quaglia boschereccia pettonero (Odontophorus leucolaemus Salvin, 1867), è un uccello della famiglia Odontophoridae che vive in Costa Rica e Panama.